# Edward Francis Kelly
Edward Francis Kelly (Wellington, 22 marzo 1917 – Tugun, 2 settembre 1994) è stato un vescovo cattolico australiano.

## Biografia
Edward Francis Kelly nacque il 22 marzo 2017 a Wellington, città nel Nuovo Galles del Sud, nonogenito di una famiglia con dieci figli. Studiò a Sydney e completò la sua formazione presso il Marist College Kogarah a Bexley, un sobborgo di Sydney.
Fu ordinato presbitero per Missionari del Sacro Cuore di Gesù il 12 marzo 1942 dall'arcivescovo Norman Gilroy.
Il 6 febbraio 1969 papa Paolo VI lo nominò vescovo ausiliare di Sydney, assegnandogli la sede titolare di Fico. Ricevette l'ordinazione episcopale il 25 marzo seguente per imposizione delle mani del cardinale Norman Gilroy.
Sei anni dopo, il 19 dicembre 1975, sempre papa Paolo VI lo nominò vescovo di Toowoomba. Prese possesso della diocesi l'11 febbraio 1976.
Tra le iniziative promosse durante il suo ministero vi fu la costruzione e inaugurazione del James Byrne Centre, una struttura polifunzionale a disposizione della comunità. Il 1º gennaio 1992 ricevette la laurea honoris causa in letteratura dalla University of Southern Queensland.
Resse la diocesi per quasi 16 anni, ritirandosi per raggiunti limiti d'età il 20 novembre 1992.
Morì a Tugun, un sobborgo di Città di Gold Coast, il 2 settembre 1994, all'età di 77 anni, dopo una breve malattia. Fu sepolto nel Toowoomba Garden of Remembrance.

## Genealogia episcopale e successione apostolica
La genealogia episcopale è:
- Cardinale Scipione Rebiba
- Cardinale Giulio Antonio Santori
- Cardinale Girolamo Bernerio, O.P.
- Arcivescovo Galeazzo Sanvitale
- Cardinale Ludovico Ludovisi
- Cardinale Luigi Caetani
- Cardinale Ulderico Carpegna
- Cardinale Paluzzo Paluzzi Altieri degli Albertoni
- Papa Benedetto XIII
- Papa Benedetto XIV
- Papa Clemente XIII
- Cardinale Marcantonio Colonna
- Cardinale Giacinto Sigismondo Gerdil, B.
- Cardinale Giulio Maria della Somaglia
- Cardinale Carlo Odescalchi, S.I.
- Cardinale Costantino Patrizi Naro
- Cardinale Serafino Vannutelli
- Cardinale Domenico Serafini, O.S.B.
- Cardinale Pietro Fumasoni Biondi
- Arcivescovo Filippo Bernardini
- Cardinale Norman Gilroy
- Vescovo Edward Francis Kelly

La successione apostolica è:
- Vescovo William Martin Morris (1993)